# Thomas Cardin
Pour les articles homonymes, voir Cardin.
Thomas Cardin, né le 9 février 1995 à Paris, est un traileur français. Il a remporté le titre de champion d'Europe de trail 2024. Il est également double champion de France de trail ainsi que champion de France de course en montagne 2023.

## Biographie
Né à Paris dans le 10e arrondissement, Thomas Cardin grandit à Grenoble. Il pratique la natation durant sa jeunesse jusqu'à l'âge de 18 ans. Ce sport demandant un investissement important, il l'abandonne pour pratiquer la course à pied. Il s'essaie à l'athlétisme sur piste mais n'y prend pas goût. Déménageant à Paris pour ses études, il se met à pratiquer assidûment la course à pied et s'initie au trail. Il est alors repéré par les membres du club Taillefer Trail Team, avec lequel il parvient à améliorer son niveau de compétitivité,,.
Le 16 septembre 2017, il se révèle sur la scène nationale en devenant champion de France espoir de trail long à Gérardmer.
Le 11 août 2019, il prend le départ du trail court des championnats de France de trail à Méribel. Il prend un départ prudent derrière les favoris Sylvain Cachard et Emmanuel Meyssat. Il double ce dernier et rattrape Sylvain Cachard en tête. Il parvient à doubler ce dernier au sprint final pour remporter le titre.
Le 27 septembre 2020, il participe aux championnats de France de course en montagne à SuperDévoluy. Il se classe second derrière Sylvain Cachard.
Le 6 juin 2021, il effectue un excellent retour à la compétition sur le trail du Ventoux après la pause forcée par la pandémie de Covid-19. Prenant les commandes de la course à mi-parcours, il s'envole en tête pour s'offrir la victoire. Le 27 novembre 2021, il effectue la course en tête de la SaintéLyon au coude à coude avec Romain Lieux. Ne pouvant se départager, les deux hommes franchissent la ligne d'arrivée la main dans la main.
Le 27 mai 2022, il s'élance comme favori sur le trail long des championnats de France à Salers. Laissant partir Théo Détienne en tête, il tire avantage de la connaissance du terrain pour reprendre les commandes de la course à 10 kilomètres de l'arrivée et s'offrir son deuxième titre national. Sélectionné pour l'épreuve de trail aux championnats d'Europe de trail 2022 à El Paso, il y effectue une solide course groupée avec ses coéquipiers Arnaud Bonin et Kevin Vermeulen. Le trio parvient à prendre les commandes de la course à mi-parcours mais se fait doubler par le Belge Maximilien Drion qui file s'offrir le titre. Thomas Cardin assure sa troisième place sur le podium et remporte l'or au classement par équipes.
Le 14 mai 2023, il profite de l'absence de Sylvain Cachard aux championnats de France de course en montagne pour prendre le départ en tant que grand favori. Il s'empare des commandes de la course et creuse l'écart en tête pour s'offrir le titre.
Le 1er juin 2024, il s'élance au départ de l'épreuve de trail aux championnats d'Europe de course en montagne et trail à Annecy. Avec ses compatriotes, il prend rapidement les devants et relaie Hugo Deck en tête de course. Le grand favori Benjamin Roubiol le rattrape mais Thomas Cardin parvient à hausser le rythme pour conserver la tête et remporter le titre. Il décroche de plus la médaille d'or au classement par équipes avec ses coéquipiers qui complètent le podium,. Le 20 octobre, il s'élance au départ du Grand Trail des Templiers. Laissant partir Théo Detienne en tête, il revient sur ce dernier peu avant la mi-parcours puis accélère pour le doubler. Il se détache seul en tête à partir du kilomètre 55. Creusant l'écart sur ses adversaires, il s'impose en 6 h 38 min 14 s.

## Palmarès
| no  | masculin           | Course                                       | Longueur | Départ            | Temps           |
| --- | ------------------ | -------------------------------------------- | -------- | ----------------- | --------------- |
| 3e  | Médaille de bronze | Échappée Belle - Parcours Des Crêtes         | 46 km    | 26 août 2017      | 6 h 4 min 55 s  |
| 1re | Médaille d'or      | Hivernale des Templiers - Astragale Trail    | 62 km    | 3 décembre 2017   | 5 h 39 min 26 s |
| 1re | Médaille d'or      | Championnats de France de trail court        | 24 km    | 11 août 2019      | 2 h 30 min 56 s |
| 1re | Médaille d'or      | Trail du Ventoux                             | 46 km    | 6 juin 2021       | 3 h 39 min 22 s |
| 1re | Médaille d'or      | SaintéLyon                                   | 78 km    | 27 novembre 2021  | 5 h 56 min 36 s |
| 1re | Médaille d'or      | Trail du Ventoux                             | 47 km    | 13 mars 2022      | 3 h 44 min 43 s |
| 1re | Médaille d'or      | Championnats de France de trail long         | 53 km    | 27 mai 2022       | 4 h 24 min 50 s |
| 3e  | Médaille de bronze | Championnats d'Europe de trail               | 47,39 km | 2 juillet 2022    | 3 h 45 min 42 s |
| 6e  | 6e                 | Championnats du monde de trail - Court       | 48 km    | 5 novembre 2022   | 3 h 19 min 31 s |
| 2e  | Médaille d'argent  | SaintéLyon                                   | 78 km    | 3 décembre 2022   | 5 h 52 min 40 s |
| 1re | Médaille d'or      | Championnats de France de course en montagne | 12,5 km  | 14 mai 2023       | 55 min 27 s     |
| 1re | Médaille d'or      | Trail de Combe Bénite                        | 30 km    | 10 septembre 2023 | 2 h 54 min 20 s |
| 1re | Médaille d'or      | SaintéLyon                                   | 78 km    | 2 décembre 2023   | 5 h 41 min 56 s |
| 1re | Médaille d'or      | Trail du Ventoux                             | 37 km    | 10 mars 2024      | 3 h 30 min 28 s |
| 1re | Médaille d'or      | Championnats d'Europe de trail               | 58 km    | 1er juin 2024     | 4 h 58 min 22 s |
| 1re | Médaille d'or      | 23 km du Mont-Blanc                          | 23 km    | 29 juin 2024      | 2 h 4 min 55 s  |
| 1re | Médaille d'or      | Grand Trail des Templiers                    | 80,4 km  | 20 octobre 2024   | 6 h 38 min 14 s |
| 1re | Médaille d'or      | SaintéLyon                                   | 82 km    | 30 novembre 2024  | 5 h 52 min 21 s |
| 1re | Médaille d'or      | Trail du Ventoux                             | 46 km    | 9 mars 2025       | 3 h 55 min 18 s |
| 1re | Médaille d'or      | Grand Raid Ventoux by UTMB - 50K             | 49 km    | 26 avril 2025     | 3 h 38 min 42 s |
| 6e  | 6e                 | Zegama-Aizkorri                              | 42,2 km  | 25 mai 2025       | 3 h 55 min 34 s |
| 3e  | Médaille de bronze | Marathon du Mont-Blanc                       | 42 km    | 29 juin 2025      | 3 h 46 min 29 s |

## Records
| Épreuve      | Performance    | Date        | Lieu   |
| ------------ | -------------- | ----------- | ------ |
| 5 000 mètres | 15 min 43 s 34 | 12 mai 2018 | Antony |